# Mullin
Mullin – miasto w Stanach Zjednoczonych, w stanie Teksas, w hrabstwie Mills.